# Berthen
Berthen [bɛʁtɛn] est une commune française située au pied du mont des Cats, dans le département du Nord en région Hauts-de-France.

## Géographie

### Localisation
Berthen est située au centre des monts des Flandres, entre le mont des Cats, le mont Kokerel et le mont Noir.
La commune se trouve à 6 km de Bailleul, 45 km de Dunkerque, 16 km d'Hazebrouck, 35 km de Lille.
Elle compte comme hameaux ou lieux-dits des sites tels que le mont des Cats, ou encore le mont de Boeschèpe.
| Godewaersvelde | Boeschepe |                   |
| Boeschepe      | Berthen   | Saint-Jans-Cappel |
| Méteren        | Méteren   | Saint-Jans-Cappel |

### Géologie et relief
La commune se situe à une hauteur moyenne de 58 m.

### Hydrographie

#### Réseau hydrographique
La commune est située dans le bassin Artois-Picardie. Elle est drainée par la Becque de Steenwerck, la Meulen Dyck, la QuaeBecque, le ruisseau du Mont de boeschepe, le ruisseau du Mont des cats et les Quatre Fils Aymon,,.
La Becque de Steenwerck, d'une longueur de 19 km, prend sa source dans la commune de Boeschepe et se jette  dans la Vleeterbeck en Belgique. 

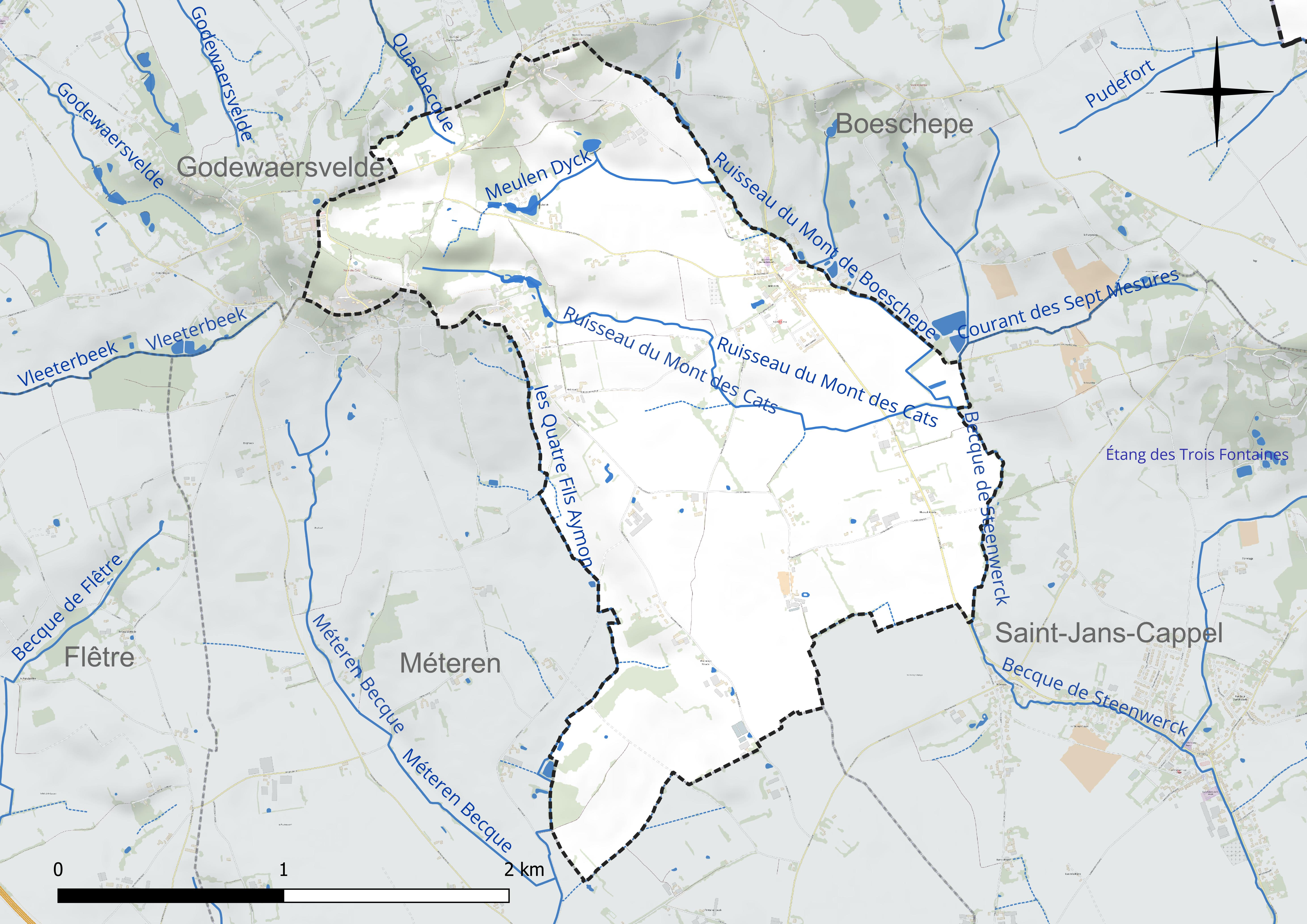
Réseau hydrographique de Berthen.

#### Gestion et qualité des eaux
Le territoire communal est couvert par le schéma d'aménagement et de gestion des eaux (SAGE) « Lys ». Ce document de planification concerne un territoire de 1 835 km2 de superficie, délimité par le bassin versant de la Lys. Le périmètre a été arrêté le 29 mai 1995 et le SAGE proprement dit a été approuvé le 6 août 2010, puis révisé le 20 septembre 2019. La structure porteuse de l'élaboration et de la mise en œuvre est le syndicat mixte pour l'élaboration du SAGE de la Lys (SYMSAGEL). 
La qualité des cours d'eau peut être consultée sur un site dédié géré par les agences de l'eau et l'Agence française pour la biodiversité. 

### Climat
Pour des articles plus généraux, voir Climat des Hauts-de-France et Climat du Nord.
En 2010, le climat de la commune est de type climat océanique dégradé des plaines du Centre et du Nord, selon une étude du CNRS s'appuyant sur une série de données couvrant la période 1971-2000. En 2020, Météo-France publie une typologie des climats de la France métropolitaine dans laquelle la commune est exposée à un climat océanique et est dans la région climatique  Côtes de la Manche orientale, caractérisée par un faible ensoleillement (1 550 h/an) ; forte humidité de l'air (plus de 20 h/jour avec humidité relative > 80 % en hiver), vents forts fréquents. 
Pour la période 1971-2000, la température annuelle moyenne est de 10,1 °C, avec une amplitude thermique annuelle de 14,1 °C. Le cumul annuel moyen de précipitations est de 800 mm, avec 12,9 jours de précipitations en janvier et 8,9 jours en juillet. Pour la période 1991-2020, la température moyenne annuelle observée sur la station météorologique la plus proche, située sur la commune de Steenvoorde à 8 km à vol d'oiseau, est de 11,2 °C et le cumul annuel moyen de précipitations est de 727,8 mm,. Pour l'avenir, les paramètres climatiques de la commune estimés pour 2050 selon différents scénarios d'émission de gaz à effet de serre sont consultables sur un site dédié publié par Météo-France en novembre 2022.

## Urbanisme

### Typologie
Au 1er janvier 2024, Berthen est catégorisée commune rurale à habitat dispersé, selon la nouvelle grille communale de densité à sept niveaux définie par l'Insee en 2022.
Elle est située hors unité urbaine. Par ailleurs la commune fait partie de l'aire d'attraction de Lille (partie française), dont elle est une commune de la couronne,. Cette aire, qui regroupe 201 communes, est catégorisée dans les aires de 700 000 habitants ou plus (hors Paris),.

### Occupation des sols
L'occupation des sols de la commune, telle qu'elle ressort de la base de données européenne d'occupation biophysique des sols Corine Land Cover (CLC), est marquée par l'importance des territoires agricoles (96 % en 2018), une proportion identique à celle de 1990 (96 %). La répartition détaillée en 2018 est la suivante : 
terres arables (89,6 %), zones agricoles hétérogènes (6,3 %), forêts (3,4 %), zones urbanisées (0,6 %). L'évolution de l'occupation des sols de la commune et de ses infrastructures peut être observée sur les différentes représentations cartographiques du territoire : la carte de Cassini (XVIIIe siècle), la carte d'état-major (1820-1866) et les cartes ou photos aériennes de l'IGN pour la période actuelle (1950 à aujourd'hui).

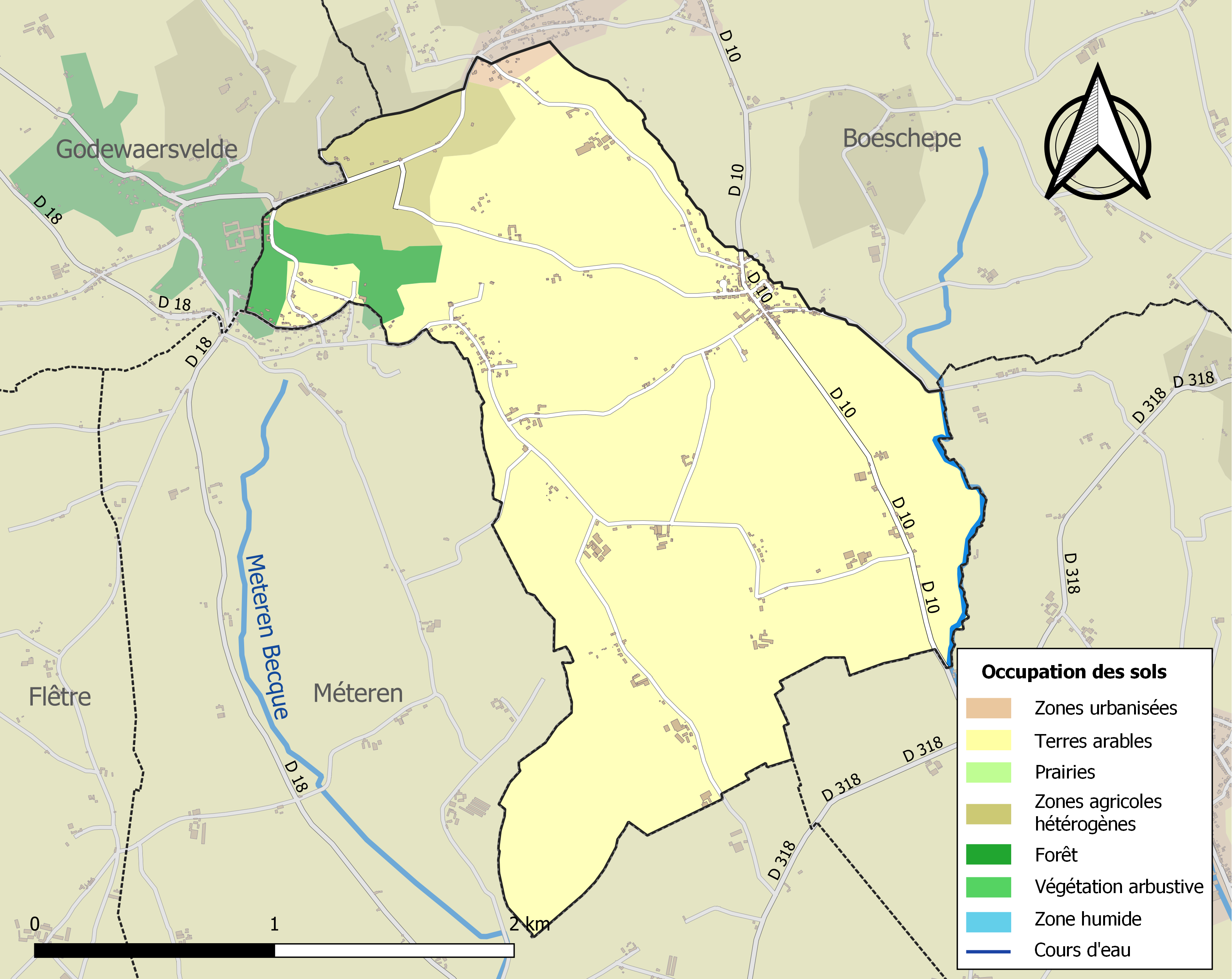
Carte des infrastructures et de l'occupation des sols de la commune en 2018 (CLC).

## Toponymie
- D'un nom de personne germanique féminin Bertina, devenu masculin[21]. Ou d'une forme du genre Berting (la terre de Berto).
- Bertina (1123), Bertine (1182), Bertene (1423), Berthen (1793).
- La commune se nomme Berten en néerlandais.

## Histoire
La commune de Berthen était située dans le diocèse de Thérouanne puis dans le diocèse d'Ypres avant la réorganisation la faisant dépendre de l'archidiocèse de Lille.
Au XVe siècle, Robert de Thiennes est seigneur de Caestre et Berthen, conseiller et chambellan des ducs de Bourgogne Philippe le Bon et Charles le Téméraire, a eu commandement dans leurs armées contre la France. La maison de Thiennes
Le 19 juin 1660, par lettres de Madrid (la Flandre est espagnole à cette époque), la seigneurie et terre de Berthen, ayant haute, moyenne et basse justice (justice seigneuriale), située au comté de Flandre, relevant de la cour féodale de Bailleul, est érigée en marquisat, en y annexant les terres et seigneuries de Vleminckhove, Noirmont et Houtambach, au profit de Georges de Thiennes, baron de Brouck, seigneur des dits lieux, mestre de camp entretenu, gouverneur, bailli et capitaine des ville et château d'Aire (Aire-sur-la-Lys). Georges de Thiennes sert l'Espagne depuis 27 ans comme alfère, colonel, capitaine de cuirassiers, commissaire général de cavalerie, mestre de camp, et depuis 7 ans comme gouverneur d'Aire. Il a participé à différentes batailles : siège de Maestricht, affaire de Trèves, au siège de Lens, au siège de La Bassée, etc.
Berthen fait partie des villages complètement détruits pendant la guerre de 1914-1918.

### Situation administrative

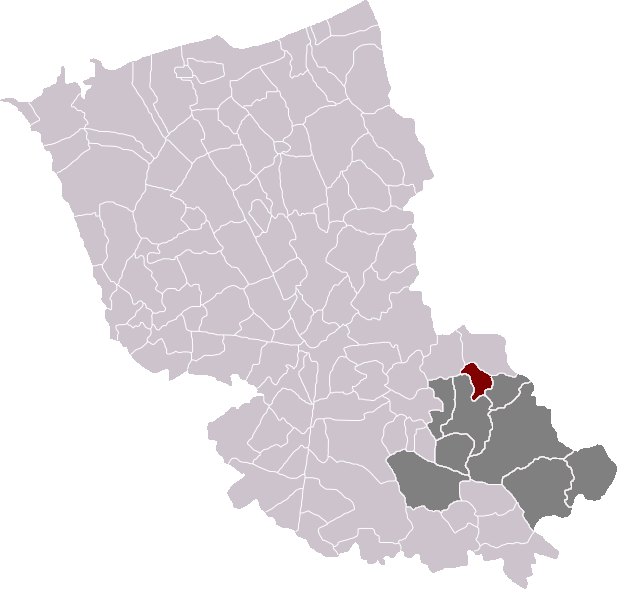
Berthen dans son canton et son arrondissement.

### Administration municipale

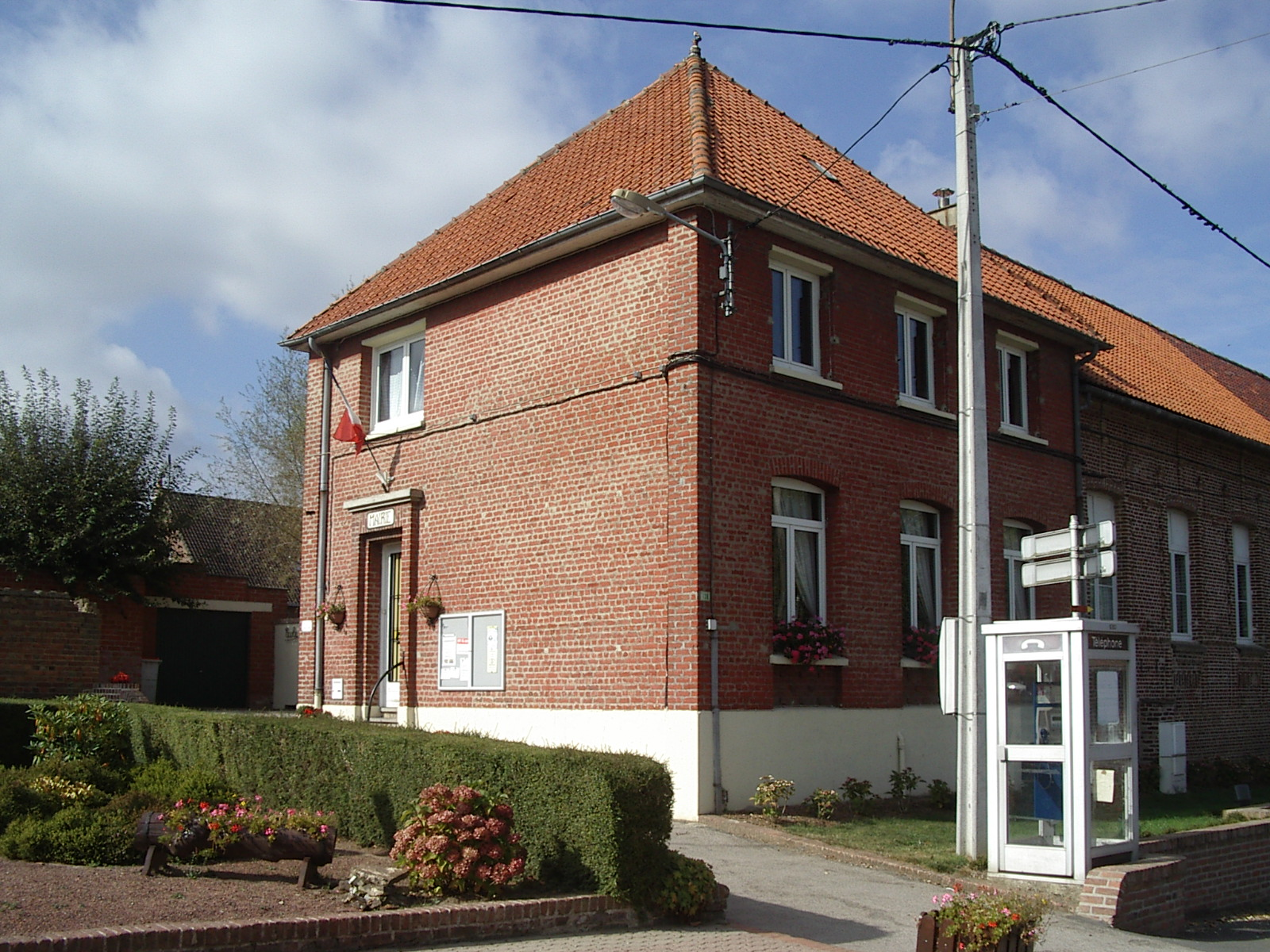
Ancienne mairie.

## Politique et administration

### Liste des maires
| Période                                  | Période   | Identité                          | Étiquette | Qualité     |
| ---------------------------------------- | --------- | --------------------------------- | --------- | ----------- |
| 1792                                     | 1795      | Pierre Van Stavel                 |           |             |
| 1795                                     | 1799      | Matthieu Wyckaert                 |           |             |
| 1799                                     | 1808      | Philippe Jacques Labelle          |           |             |
| février 1808                             | mars 1808 | Jean Baptiste Van Dromme          |           |             |
| 1808                                     | 1814      | Nicolas Dieusaert                 |           |             |
| 1814                                     | 1817      | Michel Jacques Laheyne            |           |             |
| 1817                                     | 1831      | Benoît Joseph Chirouter           |           | Cultivateur |
| 1831                                     | 1846      | Pierre François Thorez            |           |             |
| 1846                                     | 1854      | Fidèle David                      |           | Brasseur    |
| 1854                                     | 1865      | Pierre Joseph Van Stavel          |           |             |
| 1865                                     | 1870      | Constant Petitprez                |           |             |
| 25 septembre 1870                        | 1902      | Armand Edmond Evariste Vandewalle |           |             |
| 1902                                     | 1908      | Désiré Andouche                   |           |             |
| 1908                                     | 1914      | Henri Legillon                    |           |             |
| 1919                                     | 1929      | Jules Verbaere                    |           | Cultivateur |
| 1929                                     | 1939      | Jules Vandewalle                  |           | Cultivateur |
| 1951                                     | 1959      | Lucien Vanrenterghem              |           | Cultivateur |
| 1959                                     | 1965      | Maurice Huchette                  |           | Cultivateur |
| 1965                                     | 1971      | Paul Clyti                        |           | Cultivateur |
| 1971                                     | 1986      | Jules Campagne                    |           |             |
| 1986                                     | 1995      | Jean-Marie Tassaert               |           | Cultivateur |
| 1995                                     | 2020      | Patricia Moone                    | DVD       |             |
| 2020                                     | En cours  | Régis Dondeyne                    |           |             |
| Les données manquantes sont à compléter. |           |                                   |           |             |

## Population et société

### Démographie

#### Évolution démographique
L'évolution du nombre d'habitants est connue à travers les recensements de la population effectués dans la commune depuis 1793. Pour les communes de moins de 10 000 habitants, une enquête de recensement portant sur toute la population est réalisée tous les cinq ans, les populations de référence des années intermédiaires étant quant à elles estimées par interpolation ou extrapolation. Pour la commune, le premier recensement exhaustif entrant dans le cadre du nouveau dispositif a été réalisé en 2006.

En 2022, la commune comptait 618 habitants, en évolution de +12,16 % par rapport à 2016 (Nord : +0,51 %, France hors Mayotte : +2,11 %).
| 1793 | 1800 | 1806 | 1821 | 1831 | 1836 | 1841 | 1846 | 1851 |
| ---- | ---- | ---- | ---- | ---- | ---- | ---- | ---- | ---- |
| 613  | 641  | 693  | 546  | 584  | 565  | 600  | 588  | 589  |

| 1856 | 1861 | 1866 | 1872 | 1876 | 1881 | 1886 | 1891 | 1896 |
| ---- | ---- | ---- | ---- | ---- | ---- | ---- | ---- | ---- |
| 567  | 583  | 596  | 590  | 607  | 660  | 700  | 685  | 657  |

| 1901 | 1906 | 1911 | 1921 | 1926 | 1931 | 1936 | 1946 | 1954 |
| ---- | ---- | ---- | ---- | ---- | ---- | ---- | ---- | ---- |
| 644  | 667  | 605  | 558  | 546  | 508  | 537  | 505  | 510  |

| 1962 | 1968 | 1975 | 1982 | 1990 | 1999 | 2006 | 2011 | 2016 |
| ---- | ---- | ---- | ---- | ---- | ---- | ---- | ---- | ---- |
| 485  | 426  | 406  | 439  | 464  | 517  | 503  | 512  | 551  |

| 2021 | 2022 | - | - | - | - | - | - | - |
| ---- | ---- | - | - | - | - | - | - | - |
| 597  | 618  | - | - | - | - | - | - | - |

#### Pyramide des âges
La population de la commune est relativement jeune.
En 2018, le taux de personnes d'un âge inférieur à 30 ans s'élève à 34,2 %, soit en dessous de la moyenne départementale (39,5 %). À l'inverse, le taux de personnes d'âge supérieur à 60 ans est de 23,6 % la même année, alors qu'il est de 22,5 % au niveau départemental.
En 2018, la commune comptait 279 hommes pour 273 femmes, soit un taux de 50,54 % d'hommes, largement supérieur au taux départemental (48,23 %).
Les pyramides des âges de la commune et du département s'établissent comme suit.
| Hommes | Classe d’âge | Femmes |
| ------ | ------------ | ------ |
| 0,0    | 90 ou +      | 1,5    |
| 4,1    | 75-89 ans    | 7,6    |
| 19,3   | 60-74 ans    | 14,6   |
| 23,1   | 45-59 ans    | 21,2   |
| 19,3   | 30-44 ans    | 21,0   |
| 16,0   | 15-29 ans    | 14,7   |
| 18,2   | 0-14 ans     | 19,4   |

| Hommes | Classe d’âge | Femmes |
| ------ | ------------ | ------ |
| 0,5    | 90 ou +      | 1,4    |
| 5,3    | 75-89 ans    | 8,1    |
| 14,8   | 60-74 ans    | 16,2   |
| 19,1   | 45-59 ans    | 18,4   |
| 19,5   | 30-44 ans    | 18,7   |
| 20,7   | 15-29 ans    | 19,1   |
| 20,2   | 0-14 ans     | 18     |

### Enseignement
Banteux fait partie de l'académie de Lille.

### Sports
- Terrain multisports.
- Tir à l'arc à la perche verticale.
- La société  saint Sebastien (association de tir à l'arc).

### Média

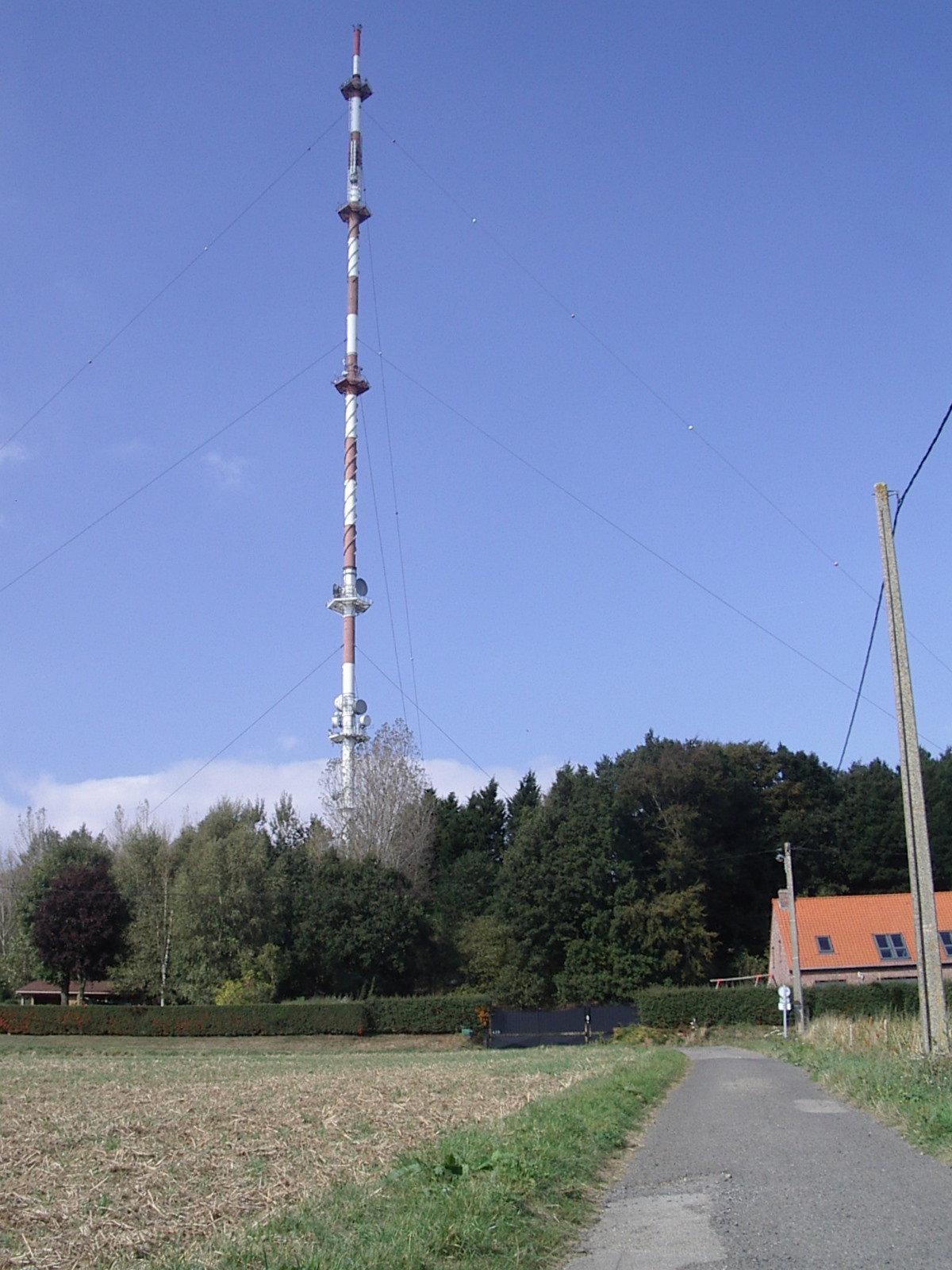
Émetteur de TDF lieu-dit le Mont des Cats.

Berthen a un émetteur de TDF au lieu-dit le Mont des Cats.

## Culture et patrimoine
La fête communale a lieu le 4e dimanche de juillet.
La commune maintient vivace la tradition du tir à l'arc avec la société des archers Saint-Sébastien.

### Lieux et monuments
Depuis 2012, Berthen fait partie du réseau Village Patrimoine, coordonné par les Pays de Flandre.
La commune compte sur son territoire une tour de TDF de 217 m de haut.

#### Chapelle des Fièvres
Souvent aussi appelée par son nom flamand, Korse Kapelle, elle a pour vocables secondaires « chapelle de la passion » et « chapelle aux loques ». Érigée en 1857, elle ressemble à une petite église car dotée, comme telle, de vitraux et contreforts. Construite en grès ferrugineux local, elle se situe en plein milieu du bois du Mont des Cats. Le chemin de croix s'y déroulant à chaque Vendredi saint y reste très populaire.

#### Église Saint-Blaise
- L'ancienne église datait de 1589, reconstruite après sa dévastation par les « gueux ». C'était une église-halle et son clocher datait de 1875. Le village est détruit le 28 mai 1940 par des bombardements. Le calvaire étant resté debout, il symbolise l'espérance aux yeux des habitants[32].
- La nouvelle église est commencée en 1961, sous la direction de Thibaut, architecte à Lille. Elle est consacrée le 12 juillet 1964. Les cloches sont baptisées Marie Louise, Marie Paule et Anne Marie. On remarquera les vitraux de Claude Blanchet[33]

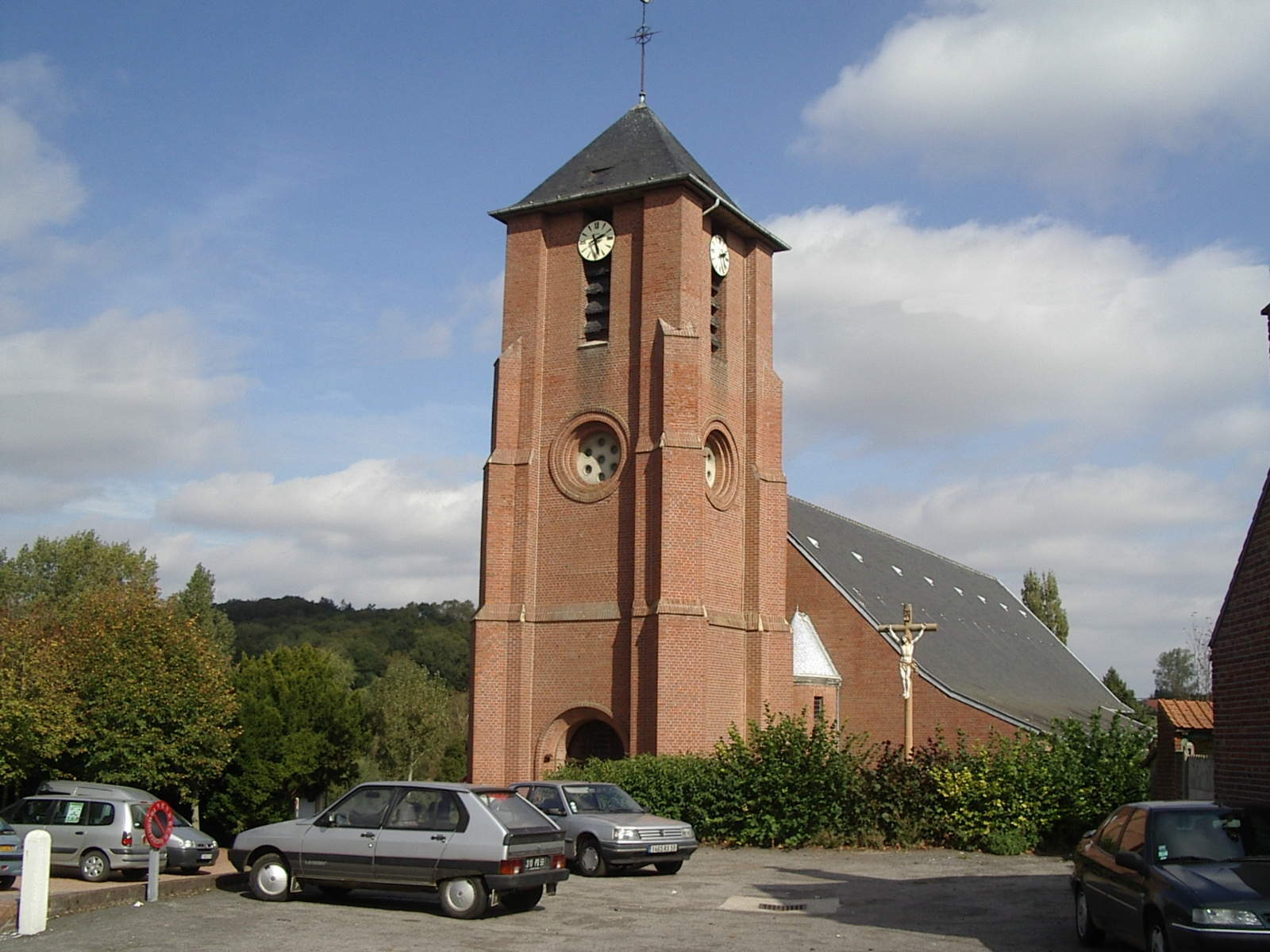
Église Saint Blaise
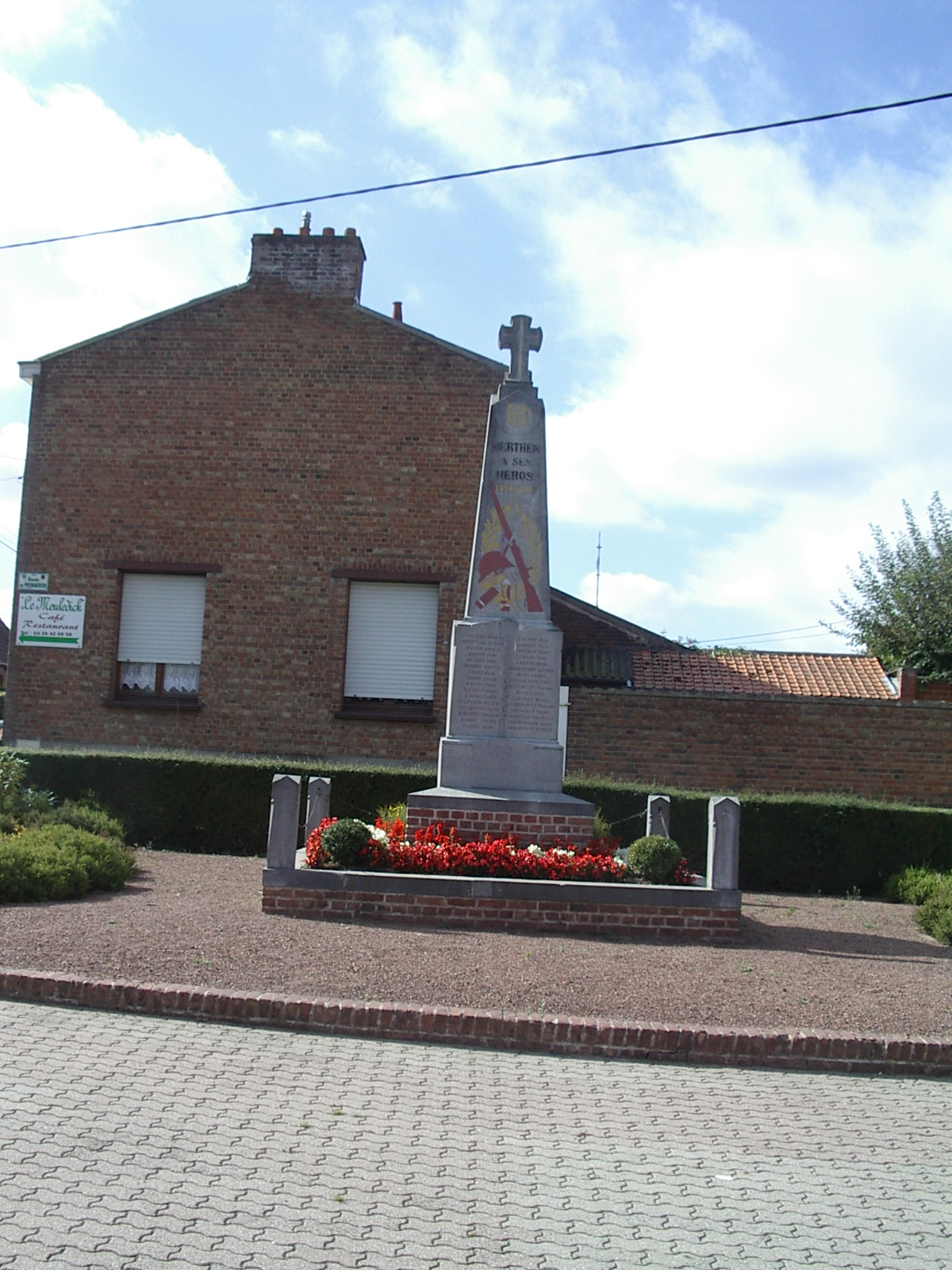
Monument aux morts
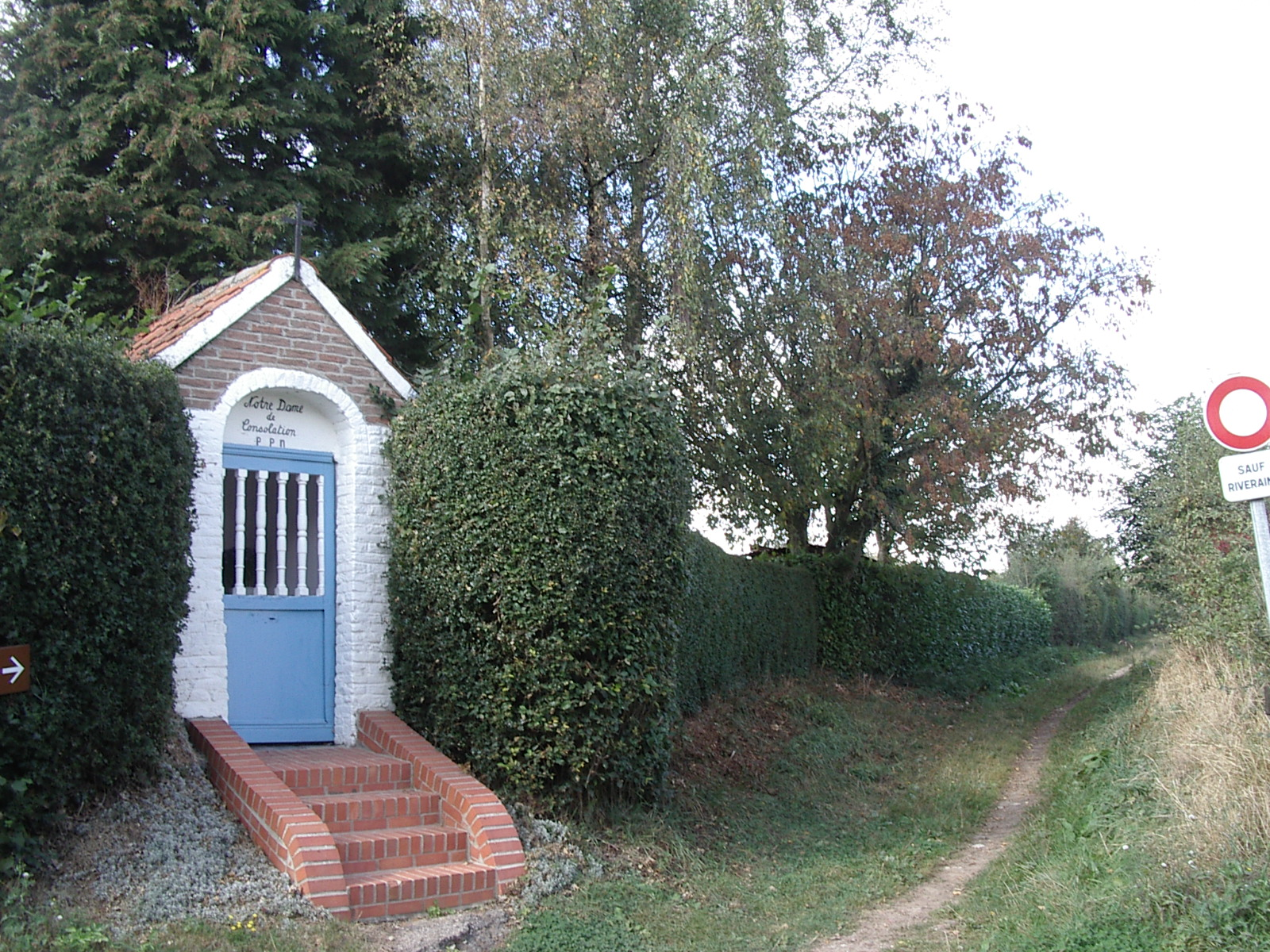
Chapelle Notre Dame de Consolation

### Personnalités liées à la commune
- Georges de Thiennes est seigneur de Berthen en 1660. Le 19 juin 1660, par lettres de Madrid (la Flandre est espagnole à cette époque), la seigneurie et terre de Berthen, ayant haute, moyenne et basse justice (justice seigneuriale), située au comté de Flandre, relevant de la cour féodale de Bailleul, est érigée en marquisat (titre de marquis) en y annexant les terres et seigneuries de Vleminckhove, Noirmont et Houtambach, au profit de Georges de Thiennes, baron de Brouck, seigneur des dits lieux, mestre de camp entretenu, gouverneur, bailli et capitaine des ville et château d'Aire (Aire-sur-la-Lys). Georges de Thiennes a servi 27 ans comme alfère, colonel, capitaine de cuirassiers, commissaire général de cavalerie, mestre de camp et depuis sept ans gouverneur d'Aire, s'est trouvé aux sièges de Maestricht, à la surprise de Trèves, à la bataille du prince Thomas de Savoie, (Thomas de Savoie-Carignan), en la ville de Saint-Omer assiégée, au siège de Lens, au siège de La Bassée, où ayant pris les postes, empêcha l'ennemi d'y introduire des secours, à la défaite de l'armée de France, en la bataille d'Hancourt, etc. etc.[34].Georges de Thienn
- Michel-Albert Van Merris, né à Berthen à la ferme des Dix-Sept Champs,  bailli de Berthen,conseiller au bailliage Royal à Bailleul, (1732-1807)
- Gaëlle Thibaut, spécialisée dans la ville intelligente, urbaniste de renommée grâce à son travail au sein des Nations unies dans le développement de villes africaines est née à Berthen.

### Héraldique
|  | Les armes de Berthen se blasonnent ainsi : « D'or à la bordure d'azur, et en cœur un écusson d'argent, bordé d'azur et chargé d'un lion de gueules, armé, lampassé et couronné d'or ». |

## Pour approfondir